# Communauté de communes Chabris-Pays de Bazelle
Die Communauté de communes Chabris-Pays de Bazelle (offizielle Schreibweise: Communauté de communes Chabris - Pays de Bazelle) ist ein französischer Gemeindeverband mit der Rechtsform einer Communauté de communes im Département Indre in der Region Centre-Val de Loire. Der Gemeindeverband wurde am 15. Dezember 1992 gegründet und besteht aus zehn Gemeinden. Der Verwaltungssitz befindet sich im Ort Chabris.

## Historische Entwicklung
Mit Wirkung vom 1. Januar 2016 bildeten die ehemaligen Gemeinden Parpeçay, Sainte-Cécile und Varennes-sur-Fouzon eine Commune nouvelle unter dem Namen Val-Fouzon.

## Mitgliedsgemeinden
| Gemeinde                                       | Einwohner 1. Januar 2022 | Fläche km² | Dichte Einw./km² | Code INSEE | Postleitzahl |
| ---------------------------------------------- | ------------------------ | ---------- | ---------------- | ---------- | ------------ |
| Anjouin                                        | 315                      | 28,91      | 11               | 36004      | 36210        |
| Bagneux                                        | 173                      | 25,30      | 7                | 36011      | 36210        |
| Chabris                                        | 2.762                    | 41,22      | 67               | 36034      | 36210        |
| Dun-le-Poëlier                                 | 437                      | 22,56      | 19               | 36068      | 36210        |
| Menetou-sur-Nahon                              | 143                      | 6,98       | 20               | 36115      | 36210        |
| Orville                                        | 141                      | 9,35       | 15               | 36147      | 36210        |
| Poulaines                                      | 816                      | 46,32      | 18               | 36162      | 36210        |
| Saint-Christophe-en-Bazelle                    | 353                      | 13,94      | 25               | 36185      | 36210        |
| Sembleçay                                      | 101                      | 8,08       | 13               | 36217      | 36210        |
| Val-Fouzon                                     | 944                      | 46,90      | 20               | 36229      | 36210        |
| Communauté de communes Chabris-Pays de Bazelle | 6.185                    | 249,56     | 25               | –          | –            |